# 域陀·雷斯
域陀·雷斯·托利（西班牙語：Víctor Ruiz Torre，西班牙語發音：[ˈbiktor ˈrwiθ ˈtore]，1989年1月25日—），西班牙足球運動員，生於西班牙埃斯普卢加斯，現效力西甲球會愛斯賓奴，司職中堅。

## 榮譽

### 球會
西班牙人B隊
- 西班牙足球丙级联赛冠軍﹕2008-09賽季

### 國家隊
西班牙U21
- 歐洲U-21足球錦標賽冠軍：2011年[1]

## 外部連結
- 華倫西亞官方檔案 （西班牙文）
- BDFutbol檔案（页面存档备份，存于） （英文）
- Futbolme檔案 （页面存档备份，存于） （西班牙文）
- Transfermarkt檔案 （页面存档备份，存于） （英文）
- CiberChe stats and bio （页面存档备份，存于） （西班牙文）
- Soccerway資料庫：域陀·雷斯